# Campionat de Catalunya d'atletisme - 4x400 metres llisos
Els 4x400 metres llisos és una prova del Campionat de Catalunya d'atletisme que es realitza des del 1923 en categoria masculina i des del 1969 en categoria femenina.
El primer cop que es va disputar la prova dels 4x400 metres llisos en el campionat de Catalunya fou l'any 1923, en el qual els atletes del FC Barcelona Diodor Pons, F. Sancho, J. Pineda i Rossend Calvet van guanyar la prova amb un temps de 4 minuts i 2 segons. La primera prova femenina es disputà l'any 1969 i fou guanyada també pel FC Barcelona, amb les germanes Victoria i Ana María Coy, M.J. Castellanos i I. García, amb un temps de 4 minuts, 23 segons i 8 dècimes.
Fins a l'any 2024 la secció d'atletisme del FC Barcelona és l'equip amb més títols, amb 42 triomfs en categoria masculina i 17 en femenina. En categoria masculina segueixen L'Hospitalet Atletisme (14 triomfs), el Natació Barcelona (7 triomfs) i l'Agrupació Atlètica Catalunya (6 triomfs). En categoria femenina el següent club amb més títols és l'AA Catalunya (14 triomfs).

## Historial
| Edició   | Data | Competició masculina              | Competició masculina                          | Competició masculina              | Competició femenina                     | Competició femenina                         | Competició femenina                     | refs.       |
| Edició   | Data | Club                              | Atletes                                       | Temps                             | Club                                    | Atletes                                     | Temps                                   | refs.       |
| -------- | ---- | --------------------------------- | --------------------------------------------- | --------------------------------- | --------------------------------------- | ------------------------------------------- | --------------------------------------- | ----------- |
| VI       | 1923 | FC Barcelona                      | D.Pons-F.Sancho-J.Pineda-R.Calvet             | 4:02.0                            | la categoria femenina començà el 2002   | la categoria femenina començà el 2002       | la categoria femenina començà el 2002   | [ 2 ] [ 3 ] |
| VII      | 1924 | FC Barcelona                      | J.Pineda-F.Sardà-V.Cebrián-D.Pons             | 3:57.4                            | la categoria femenina començà el 2002   | la categoria femenina començà el 2002       | la categoria femenina començà el 2002   | [ 2 ] [ 4 ] |
| VIII     | 1925 | RCD Espanyol                      | J.Baides-A.Solanes-J.Barberà-M.Garcia         | 3:53.8                            | la categoria femenina començà el 2002   | la categoria femenina començà el 2002       | la categoria femenina començà el 2002   | [ 2 ]       |
| IX       | 1926 | CE Europa                         | J.Badia-J.Cunyat-J.Barberà-M.Garcia           | 4:58.0                            | la categoria femenina començà el 2002   | la categoria femenina començà el 2002       | la categoria femenina començà el 2002   | [ 2 ]       |
| X        | 1927 | FC Badalona                       | M.Mateu-J.Tugas-J.Culí-J.Olivé                | 4:01.2                            | la categoria femenina començà el 2002   | la categoria femenina començà el 2002       | la categoria femenina començà el 2002   | [ 2 ]       |
| XI       | 1928 | FC Badalona                       | J.Culí-J.Tugas-M.Mateu-J.Olivé                | 3:47.8                            | la categoria femenina començà el 2002   | la categoria femenina començà el 2002       | la categoria femenina començà el 2002   | [ 2 ]       |
| XII      | 1929 | FC Badalona                       | J.Culí-J.Tugas-J.Olivé-M.Mateu                | 3:48.8                            | la categoria femenina començà el 2002   | la categoria femenina començà el 2002       | la categoria femenina començà el 2002   | [ 2 ]       |
| XIII     | 1930 | FC Badalona                       | J.Culí-M.Mateu-J.Tugas-J.Olivé                | 3:38.6                            | la categoria femenina començà el 2002   | la categoria femenina començà el 2002       | la categoria femenina començà el 2002   | [ 2 ]       |
| XIV      | 1931 | FC Badalona                       | M.Consegal-F.Montfort-M.Mateu-J.Tugas         | 3:41.8                            | la categoria femenina començà el 2002   | la categoria femenina començà el 2002       | la categoria femenina començà el 2002   | [ 2 ]       |
| XV       | 1932 | FC Barcelona                      | J.Cunyat-J.Roca-M.Moñux-M.Arévalo             | 3:35.4                            | la categoria femenina començà el 2002   | la categoria femenina començà el 2002       | la categoria femenina començà el 2002   | [ 2 ]       |
| XVI      | 1933 | FC Barcelona                      | J.Cunyat-J.Roca-?                             | 3:40.4                            | la categoria femenina començà el 2002   | la categoria femenina començà el 2002       | la categoria femenina començà el 2002   | [ 2 ]       |
| XVII     | 1934 | BUC                               | sense dades                                   | 3:37.6                            | la categoria femenina començà el 2002   | la categoria femenina començà el 2002       | la categoria femenina començà el 2002   | [ 2 ]       |
| XVIII    | 1935 | FC Barcelona                      | J.Roca-M.Vives-E.Piferrer-?                   | 3:36.8                            | la categoria femenina començà el 2002   | la categoria femenina començà el 2002       | la categoria femenina començà el 2002   | [ 2 ]       |
| XIX      | 1936 | GEiEG                             | J.Duran-F.Vives-T.Colomer-J.Soms              | 3:37.0                            | la categoria femenina començà el 2002   | la categoria femenina començà el 2002       | la categoria femenina començà el 2002   | [ 2 ]       |
| -        | 1937 | no es disputà per la Guerra Civil | no es disputà per la Guerra Civil             | no es disputà per la Guerra Civil | la categoria femenina començà el 2002   | la categoria femenina començà el 2002       | la categoria femenina començà el 2002   |             |
| -        | 1938 | no es disputà per la Guerra Civil | no es disputà per la Guerra Civil             | no es disputà per la Guerra Civil | la categoria femenina començà el 2002   | la categoria femenina començà el 2002       | la categoria femenina començà el 2002   |             |
| -        | 1939 | no es disputà per la Guerra Civil | no es disputà per la Guerra Civil             | no es disputà per la Guerra Civil | la categoria femenina començà el 2002   | la categoria femenina començà el 2002       | la categoria femenina començà el 2002   |             |
| XX       | 1940 | FC Barcelona                      | S.Mercadé-R.Camps-V.Aracil-J.Roca             | 3:38.7                            | la categoria femenina començà el 2002   | la categoria femenina començà el 2002       | la categoria femenina començà el 2002   | [ 2 ]       |
| XXI      | 1941 | FC Barcelona                      | E.Piferrer-S.Mercadé-S.Font-J.Roca            | 3:44.0                            | la categoria femenina començà el 2002   | la categoria femenina començà el 2002       | la categoria femenina començà el 2002   | [ 2 ]       |
| XXII     | 1942 | FC Barcelona                      | J.Roca-V.Aracil-S.Mercadé-J.Font              | 3:39.8                            | la categoria femenina començà el 2002   | la categoria femenina començà el 2002       | la categoria femenina començà el 2002   | [ 2 ]       |
| XXIII    | 1943 | FC Barcelona                      | V.Aracil-R.Camps-J.Roca-S.Mercadé             | 3:43.0                            | la categoria femenina començà el 2002   | la categoria femenina començà el 2002       | la categoria femenina començà el 2002   | [ 2 ]       |
| XXIV     | 1944 | FC Barcelona                      | G.Valera-S.Mercadé-C.Salom-J.Pallás           | 4:00.0                            | la categoria femenina començà el 2002   | la categoria femenina començà el 2002       | la categoria femenina començà el 2002   | [ 2 ]       |
| XXV      | 1945 | FC Barcelona                      | A.Arxé-G.Valera-J.Morera-S.Mercadé            | 3:42.2                            | la categoria femenina començà el 2002   | la categoria femenina començà el 2002       | la categoria femenina començà el 2002   | [ 2 ]       |
| XXVI     | 1946 | FC Barcelona                      | F.Belmonte-V.Alfonso-J.Rovira-J.Morera        | 3:35.6                            | la categoria femenina començà el 2002   | la categoria femenina començà el 2002       | la categoria femenina començà el 2002   | [ 2 ]       |
| XXVII    | 1947 | FC Barcelona                      | S.Junqueras-C.Salom-H.Portolés-V.Alfonso      | 3:34.1                            | la categoria femenina començà el 2002   | la categoria femenina començà el 2002       | la categoria femenina començà el 2002   | [ 2 ]       |
| XXVIII   | 1948 | FC Barcelona                      | S.Mercadé-F.Belmonte-A.Malmedy-H.Portolés     | 3:32.4                            | la categoria femenina començà el 2002   | la categoria femenina començà el 2002       | la categoria femenina començà el 2002   | [ 2 ]       |
| XXIX     | 1949 | FC Barcelona                      | S.Mercadé-A.Malmedy-J.Rovira-H.Portolés       | 3:34.6                            | la categoria femenina començà el 2002   | la categoria femenina començà el 2002       | la categoria femenina començà el 2002   | [ 2 ]       |
| XXX      | 1950 | CN Barcelona                      | E.Tarrida-E.Sales-J.Gaspar-R.Cararach         | 3:34.6                            | la categoria femenina començà el 2002   | la categoria femenina començà el 2002       | la categoria femenina començà el 2002   | [ 2 ]       |
| XXXI     | 1951 | CN Barcelona                      | S.Junqueras-E.Tarrida-E.Sales-R.Cararach      | 3:33.4                            | la categoria femenina començà el 2002   | la categoria femenina començà el 2002       | la categoria femenina començà el 2002   | [ 2 ]       |
| XXXII    | 1952 | FC Barcelona                      | R.Fort-J.Rovira-H.Portolés-P.Mota             | 3:39.4                            | la categoria femenina començà el 2002   | la categoria femenina començà el 2002       | la categoria femenina començà el 2002   | [ 2 ]       |
| XXXIII   | 1953 | FC Barcelona                      | A.Portolés-J.Gimeno-J.Rovira-H.Portolés       | 3:40.6                            | la categoria femenina començà el 2002   | la categoria femenina començà el 2002       | la categoria femenina començà el 2002   | [ 2 ]       |
| XXXIV    | 1954 | CN Barcelona                      | F.Ruf-X.Saiz-R.Carretero-J.Formica            | 3:32.2                            | la categoria femenina començà el 2002   | la categoria femenina començà el 2002       | la categoria femenina començà el 2002   | [ 2 ]       |
| XXXV     | 1955 | CN Barcelona                      | J.M.Gimenez-F.Ruf-J.Pradell-X.Pagés           | 3:33.0                            | la categoria femenina començà el 2002   | la categoria femenina començà el 2002       | la categoria femenina començà el 2002   | [ 2 ]       |
| XXXVI    | 1956 | FC Barcelona                      | J.Romaguera-A.Portolés-J.Carro-F.Ruf          | 3:28.8                            | la categoria femenina començà el 2002   | la categoria femenina començà el 2002       | la categoria femenina començà el 2002   | [ 2 ]       |
| XXXVII   | 1957 | FC Barcelona                      | J.Romaguera-A.Portolés-J.Carro-F.Ruf          | 3:32.4                            | la categoria femenina començà el 2002   | la categoria femenina començà el 2002       | la categoria femenina començà el 2002   | [ 2 ]       |
| XXXVIII  | 1958 | FC Barcelona                      | A.Portolés-J.Carrera-J.Fortuño-F.Ruf          | 3:32.0                            | la categoria femenina començà el 2002   | la categoria femenina començà el 2002       | la categoria femenina començà el 2002   | [ 2 ]       |
| XXXIX    | 1959 | CA Stadium                        | R.Romera-R.Rodrigo-J.Gómez-A.Aguinaga         | 3:27.4                            | la categoria femenina començà el 2002   | la categoria femenina començà el 2002       | la categoria femenina començà el 2002   | [ 2 ]       |
| XL       | 1960 | FC Barcelona                      | A.Cazorla-A.Blasi-D.Mayoral-?                 | 3:30.1                            | la categoria femenina començà el 2002   | la categoria femenina començà el 2002       | la categoria femenina començà el 2002   | [ 2 ]       |
| XLI      | 1961 | FC Barcelona                      | J.Fortuño-J.A.Martín-D.Mayoral-J.M.Alted      | 3:30.3                            | la categoria femenina començà el 2002   | la categoria femenina començà el 2002       | la categoria femenina començà el 2002   | [ 2 ]       |
| XLII     | 1962 | CN Barcelona                      | J.Casasayas-D.Pauné-J.Pont-M.Villagrasa       | 3:30.7                            | la categoria femenina començà el 2002   | la categoria femenina començà el 2002       | la categoria femenina començà el 2002   | [ 2 ]       |
| XLIII    | 1963 | CN Barcelona                      | E.Marín-O.Tauler-M.Villagrasa-J.Casasayas     | 3:33.4                            | la categoria femenina començà el 2002   | la categoria femenina començà el 2002       | la categoria femenina començà el 2002   | [ 2 ]       |
| XLIV     | 1964 | CN Reus Ploms                     | Cubillos-Seuba-Besteiro-Ras                   | 3:37.2                            | la categoria femenina començà el 2002   | la categoria femenina començà el 2002       | la categoria femenina començà el 2002   | [ 2 ] [ 5 ] |
| XLV      | 1965 | CG Tarragona                      | sense dades                                   | 3:32.1                            | la categoria femenina començà el 2002   | la categoria femenina començà el 2002       | la categoria femenina començà el 2002   | [ 2 ]       |
| XLVI     | 1966 | FC Barcelona                      | E.Bondia-J.Ferreruela-D.Mayoral-J.Albareda    | 3:31.3                            | la categoria femenina començà el 2002   | la categoria femenina començà el 2002       | la categoria femenina començà el 2002   | [ 2 ]       |
| XLVII    | 1967 | CN Barcelona                      | J.M.Reina-J.M.Pie-E.Marín-L.Martín            | 3:33.0                            | la categoria femenina començà el 2002   | la categoria femenina començà el 2002       | la categoria femenina començà el 2002   | [ 2 ]       |
| XLVIII   | 1968 | JA Sabadell                       | V.Garcia-A.Marín-J.Figueras-J.M.Pérez         | 3:28.6                            | la categoria femenina començà el 2002   | la categoria femenina començà el 2002       | la categoria femenina començà el 2002   | [ 2 ]       |
| XLIX     | 1969 | FC Barcelona                      | S.Bosch-A.Ballbé-E.Bondia-D.Olalla            | 3:23.7                            | FC Barcelona                            | M.J.Castellanos-V.Coy-A.M.Coy-I.Garcia      | 4:23.8                                  | [ 2 ]       |
| L        | 1970 | FC Barcelona                      | A.Gabernet-A.Ballbé-E.Bondia-R.Magariños      | 3:31.4                            | FC Barcelona                            | A.M.Coy-V.Coy-I.Garcia-V.Martínez           | 4:23.2                                  | [ 2 ]       |
| LI       | 1971 | FC Barcelona                      | D.Olalla-R.de Mas-J.M.Garcia-E.Bondia         | 3:24.7                            | FC Barcelona                            | A.M.Coy-V.Coy-L.Martínez-A.M.Vera           | 4:21.9                                  | [ 2 ]       |
| LII      | 1972 | FC Barcelona                      | R.Pena-J.Pujol-M.Vázquez-R.de Mas             | 3:28.6                            | CA Manresa                              | R.Rogé-M.Rosich-M.Selga-M.Olivé             | 4:16.8                                  | [ 2 ]       |
| LIII     | 1973 | FC Barcelona                      | M.Soriano-M.Babi-F.Cazorla-A.Ballbé           | 3:20.2                            | CG Barcelonès                           | A.Tatjer-A.Ferrer-C.Campos-V.Tatjer         | 4:10.9                                  | [ 2 ]       |
| LIV      | 1974 | FC Barcelona                      | M.Vázquez-R.de Mas-A.Castro-A.Ballbé          | 3:18.5                            | CA Manresa                              | sense dades                                 | 4:03.2                                  | [ 2 ]       |
| LV       | 1975 | FC Barcelona                      | J.M.Mir-B.Guerri-J.Pujol-A.Ballbé             | 3:19.0                            | CG Barcelonès                           | Dalmau-A.Tatjer-Laiseca-I.Tatjer            | 4:02.8                                  | [ 2 ] [ 6 ] |
| LVI      | 1976 | FC Barcelona                      | J.Estruch-B.Guerri-R.Serrano-F.Cazorla        | 3:28.0                            | CN Reus Ploms                           | N.Juanpere-J.Juanpere-P.Terradellas-R.Gil   | 4:21.1                                  | [ 2 ]       |
| LVII     | 1977 | FC Barcelona                      | F.Cazorla-B.Guerri-J.Pujol-J.M.Mir            | 3:18.0                            | JA Sabadell                             | L.Valero-M.Tortosa-G.Pujol-M.Pujol          | 3:59.3                                  | [ 2 ]       |
| LVIII    | 1978 | Cornellà At.                      | F.Domínguez-C.Vargas-R.Diéguez-G.Martínez     | 3:22.5                            | FC Barcelona                            | L.García-C.Sans-M.Berenguer-M.J.Isla        | 4:05.0                                  | [ 2 ]       |
| LIX      | 1979 | FC Barcelona                      | A.BallbéJ.M.Mir-Soler-Serrano                 | 3:17.6                            | CN Montjuïc                             | Ribas-González-Sans-Y.Dolz                  | 4:06.2                                  | [ 2 ]       |
| LX       | 1980 | FC Barcelona                      | J.Soler-R.de Mas-E.Torres-J.Estruch           | 3:27.39                           | FC Barcelona                            | Serrano-Martorell-Garcia-Isla               | 4:04.89                                 | [ 2 ]       |
| LXI      | 1981 | FC Barcelona                      | J.Estruch-J.Soler-C.Vargas-R.Serrano          | 3:20.4                            | FC Barcelona                            | C.Navarro-M.Feliu-E.Olasz-F.Segrol          | 4:15.2                                  | [ 2 ]       |
| LXII     | 1982 | FC Barcelona                      | A.Ballbé-J.Estruch-C.Vargas-R.Diéguez         | 3:18.75                           | AA Catalunya                            | N.Gironès-S.Ribas-R.Granado-A.Bermudez      | 3:57.65                                 | [ 2 ]       |
| LXIII    | 1983 | FC Barcelona                      | R.Diéguez-J.Ariño-C.Vargas-A.Ballbé           | 3:18.62                           | CG Barcelonès                           | Camps-Casanovas-Carreras-Solsona            | 4:08.0                                  | [ 2 ]       |
| LXIV     | 1984 | FC Barcelona                      | FJ.Torremarín-J.Viudes-Alonso-R.Diéguez       | s/t                               | FC Barcelona                            | M.J.Isla-S.López-C.Bages-R.Plà              | 3:55.7                                  | [ 2 ]       |
| LXV      | 1985 | FC Barcelona                      | M.González-J.Samper-FJ.Torremarín-A.Ballbé    | 3:17.0                            | CN Barcelona                            | C.Rovira-G.Ramallo-I.Ramallo-M.Betriu       | 3:53.0                                  | [ 2 ]       |
| LXVI     | 1986 | no es disputà                     | no es disputà                                 | no es disputà                     | no es disputà                           | no es disputà                               | no es disputà                           | [ 2 ]       |
| LXVII    | 1987 | CA Granollers                     | Torné-J.J.Fernández-Yeste-Gendra              | 3:22.35                           | AA Catalunya                            | Corbelle-F.Pradas-R.Granado-M.Llassat       | 3:59.56                                 | [ 2 ]       |
| LXVIII   | 1988 | CA Granollers                     | Yeste-Torné-Portet-Gendra                     | 3:17.0                            | CN Montjuïc                             | N.Lahosa-N.Carreras-M.Dalamu-Y.Dolz         | 3:50.8                                  | [ 2 ]       |
| LXIX     | 1989 | CA Sant Celoni                    | A.Gómez-C.Gómez-C.Lombarte-D.Mañas            | 3:15.03                           | CN Montjuïc                             | Y.Dolz-N.Carreras-N.Lahosa-M.Betriu         | 3:50.20                                 | [ 2 ]       |
| LXX      | 1990 | CA Sant Celoni                    | C.Lombarte-C.Gómez-D.Mañas-A.Gómez            | 3:14.84                           | AE L'Hospitalet                         | Y.Tello-M.Armengol-M.J.Isla-C.Rovira        | 3:46.47                                 | [ 2 ]       |
| LXXI     | 1991 | CN Reus Ploms                     | O.Mendoza-R.Sabaté-X.Salvat-C.Romero          | 3:17.95                           | FC Barcelona                            | A.Agea-N.Lahosa-S.López-M.Armengol          | 3:46.20                                 | [ 2 ]       |
| LXXII    | 1992 | CGB-L'Hospitalet                  | M.Cabanas-R.Angües-O.Rodríguez-Ll.Cumellas    | 3:17.26                           | CAL-CNF                                 | E.Velasco-A.Perlasia-I.Martínez-M.Lluch     | 3:50.15                                 | [ 2 ]       |
| LXXIII   | 1993 | CN Reus Ploms                     | X.Ruz-C.Romero-L.López-R.Sabaté               | 3:16.28                           | CGB-L'Hospitalet                        | M.López-A.Fernández-G.Montagut-M.Marzo      | 3:59.21                                 | [ 2 ]       |
| LXXIV    | 1994 | FC Barcelona                      | X.Paz-J.C.Mena-J.Prieto-D.Dahhouir            | 3:16.48                           | AA Catalunya                            | M.Llassat-F.Pradas-C.Rodríguez-E.Ruiz       | 3:55.48                                 | [ 2 ]       |
| LXXV     | 1995 | L'Hospitalet At.                  | M.Cabanas-R.Sabaté-J.Guixens-I.Luque          | 3:14.80                           | FC Barcelona                            | M.Lluch-A.Agea-S.Montesinos-M.Montaña       | 3:53.90                                 | [ 2 ]       |
| LXXVI    | 1996 | L'Hospitalet At.                  | M.Cabanas-J.Guixens-A.Delgado-R.Sabaté        | 3:14.96                           | AA Catalunya                            | M.A.Casals-J.Estevez-E.Ruiz-C.Rodríguez     | 3:58.27                                 | [ 2 ]       |
| LXXVII   | 1997 | UE Badaloní                       | R.Sánchez-J.L.Rosua-A.Cereza-O.Méndez         | 3:32.84                           | AA Catalunya                            | E.Ruiz-O.Marco-M.A.Casals-F.Pradas          | 3:56.29                                 | [ 2 ]       |
| LXXVIII  | 1998 | Transp. T2- L'H-CNB               | A.Delgado-M.Cabanas-D.Martín-R.Sabaté         | 3:14.38                           | FC Barcelona                            | M.Armengol-M.Clares-L.Rebollal-J.Torruella  | 3:54.11                                 | [ 2 ]       |
| LXXIX    | 1999 | Transp. T2- L'H-CNB               | G.Corroto-J.B.Serrano-M.Cabanas-R.Sabaté      | 3:15.34                           | FC Barcelona                            | V.Badia-M.Mas-M.Clares-M.Marín              | 3:54.26                                 | [ 2 ]       |
| LXXX     | 2000 | FC Barcelona                      | E.Martín-R.Sánchez-J.M.Martínez-F.Bonet       | 3:16.52                           | AAC-UBAE                                | C.Masferrer-A.Rodriguez-D.Gómez-J.Estevez   | 3:54.93                                 | [ 2 ]       |
| LXXXI    | 2001 | Integra 2-L'H-CNB                 | J.Vera-M.Cabanas-R.Sabaté-A.Delgado           | 3:14.57                           | Integra 2-L'H-CNB                       | G.Sacristan-L.Delgado-M.Dosouto-M.Martín    | 4:08.34                                 | [ 2 ]       |
| LXXXII   | 2002 | AAC-UBAE                          | A.Pàmies-Solanes-E.Pérez-R.Font               | 3:19.98                           | AAC-UBAE                                | N.Lezcano-J.Estevez-C.Masferrer-M.Martín    | 3:50.61                                 | [ 2 ]       |
| LXXXIII  | 2003 | AAC-UBAE                          | R.Font-A.Pàmies-D.L.Gómez-A.Garcia            | 3:17.25                           | AAC-UBAE                                | M.Martín-L.Martínez-C.Masferrer-A.Rodríguez | 4:11.51                                 | [ 2 ]       |
| LXXXIV   | 2004 | AAC-UBAE                          | J.Romera-A.Ballbé-A.Pàmies-J.Rabal            | 3:31.30                           | no es disputà per manca de participants | no es disputà per manca de participants     | no es disputà per manca de participants | [ 2 ]       |
| LXXXV    | 2005 | Aquadiver-GEiEG                   | L.Sauri-J.M.Badosa-R.de Prado-J.Galí          | 3:22.65                           | AAC-UBAE                                | M.Gómez-S.Torres-N.Cases-M.Martín           | 3:56.93                                 | [ 2 ]       |
| LXXXVI   | 2006 | Medilast-Carrefour                | J.Altés-S.Pérez-A.Iranzo-X.Miranda            | 3:15.29                           | FC Barcelona                            | S.Rodríguez-O.Ortega-E.Martín-M.Mas         | 3:45.56                                 | [ 2 ]       |
| LXXXVII  | 2007 | Medilast Sport                    | A.Iranzo-J.Altés-A.Sáez-C.García              | 3:23.95                           | FC Barcelona                            | J.Álvarez-A.Bové-C.Casimiro-M.Mas           | 3:54.56                                 | [ 2 ]       |
| LXXXVIII | 2008 | IIS-L'Hospitalet                  | A.Chicón-D.P.García-A.Rodríguez-C.Segovia     | 3:19.83                           | FC Barcelona                            | E.Martín-O.Ortega-S.Rodríguez-P.Sánchez     | 3:44.94                                 | [ 2 ]       |
| LXXXIX   | 2009 | IIS-L'Hospitalet                  | O.Piqueras-A.Chicón-O.Bonet-C.Segovia         | 3:19.62                           | FC Barcelona                            | E.Martín-O.Ortega-C.Casimiro-E.Guerrero     | 3:47.86                                 | [ 2 ]       |
| XC       | 2010 | AA Catalunya                      | P.Guarner-Ll.Sales-A.Louah-D.P.García         | 3:22.12                           | IIS-L'Hospitalet                        | A.Moreno-A.Acevedo-A.Barril-M.Galimany      | 4:08.37                                 | [ 2 ]       |
| XCI      | 2011 | IIS-L'Hospitalet                  | S.Carnicero-O.Piqueras-C.Segovia-L.Jozwiak    | 3:18.06                           | FC Barcelona                            | E.Guerrero-A.Iniesta-P.A.Martínez-O.Ortega  | 3:45.65                                 | [ 2 ]       |
| XCII     | 2012 | AA Catalunya                      | J.Cotano-R.Montejano-E.Pérez-S.Torres         | 3:16.89                           | FC Barcelona                            | A.Díez-M.Guerrero-E.Guerrero-A.Bové         | 3:48.81                                 | [ 2 ]       |
| XCIII    | 2013 | IIS-L'Hospitalet                  | O.Piqueras-A.Chicón-C.Segovia-C.Olasolo       | 3:17.55                           | AA Catalunya                            | I.Bonilla-A.Ferrez-Z.Naumov-M.S.Thomas      | 3:46.76                                 | [ 2 ]       |
| XCIV     | 2014 | IIS-L'Hospitalet                  | B.Fateh-E.Fdez Dávila-O.Piqueras-A.Rodríguez  | 3:17.36                           | IIS-L'Hospitalet                        | S.Nasarre-O.Oji-V.Sauleda-N.Camins          | 3:45.06                                 | [ 2 ]       |
| XCV      | 2015 | IIS-L'Hospitalet                  | E.Fdez Dávila-A.Rodríguez-A.Chicón-O.Piqueras | 3:17.18                           | AA Catalunya                            | A.Barril-S.Dorda-Z.Naumov-I.Bonilla         | 3:48.09                                 | [ 2 ]       |
| XCVI     | 2016 | FC Barcelona                      | J.E.Vallès-S.Carnicero-R.Díez-P.Fradera       | 3:18.54                           | IIS-L'Hospitalet                        | S.Nasarre-S.Gallego-N.Camins-M.E.Thomas     | 3:49.82                                 | [ 2 ]       |
| XCVII    | 2017 | IIS-L'Hospitalet                  | P.Blanco-A.Chicón-E.Fdez Dávila-O.Piqueras    | 3:20.22                           | AA Catalunya                            | L.Centella-S.Dorda-I.Méndez-E.Almagro       | 3:53.47                                 | [ 2 ]       |
| XCVIII   | 2018 | AA Catalunya                      | I.Gómez-O.López-J.Martín-S.Carnicero          | 3:16.72                           | AA Catalunya                            | A.Díez-S.Dorda-P.Gaínza-Z.Naumov            | 3:51.57                                 | [ 2 ]       |
| XCIX     | 2019 | IIS-L'Hospitalet                  | O.Piqueras-D.Ponce-J.Moreno-I.Flaquer         | 3:15.36                           | AA Catalunya                            | P.Gaínza-A.Barril-S.Dorda-Z.Naumov          | 3:53.96                                 | [ 2 ]       |
| C        | 2020 | Cornellà At.                      | C.Rey-J.Baena-Q.Pérez-A.Valverde              | 3:32.20                           | Unió Colomenca                          | T.Calsina-M.Lamata-M.Pajuelo-M.Pérez        | 4:06.66                                 | [ 2 ]       |
| CI       | 2021 | UA Terrassa                       | I.Azuara-Z.Cherkaoui-V.Katerynchuk-J.Fuentes  | 3:14.94                           | Cornellà At.                            | M.Carrasco-L.Girola-A.Tuñón-K.Mongay        | 3:56.58                                 | [ 2 ]       |
| CII      | 2022 | L'Hospitalet At.                  | I.Flaquer-J.Lorente-J.Moreno-D.Ponce          | 3:13.45                           | Aldahra Lleida UA                       | M.Segura-E.Ruz-B.Rius-B.Luque               | 3:56.49                                 | [ 2 ]       |
| CIII     | 2023 | Andorra Atletisme                 | P.Blasi-D.Herrero-D.Ortiz-S.Teixeira          | 3:16.06                           | Cornellà At.                            | A.Barril-V.Casado-L.Girol-K.Mongay          | 3:54.22                                 | [ 2 ]       |
| CIV      | 2024 | UA Terrassa                       | I.Azuara-A.Bocanegra-N.Essaryati-J.Fuentes    | 3:14.99                           | Avinent Manresa                         | X.Pubill-M.Salabert-M.Tarragó-Q.Vallbona    | 3:52.04                                 | [ 2 ]       |

1. ↑  La temporada 1992 el Centre Atlètic Laietània de Mataró va competir amb el nom de CA Laietània-CNF, degut a una fusió amb el CN Figueres.[7]